# Бачковик
Бачковик (словац. Bačkovík) — село в округе Кошице-Околье Кошицкого края Словакии. Площадь села — 4,18 км². По состоянию на 31 декабря 2016 года в селе проживало 549 жителей. Первые упоминания о селе датируются 1329 годом.

## Население
| Год:                | 1994 | 2004     | 2014     | 2024  |
| ------------------- | ---- | -------- | -------- | ----- |
| Количество человек: | 367  | 411      | 516      | 645   |
| Разница:            |      | +11,98 % | +25,54 % | +25 % |